# جيمس كوركوران
جيمس كوركوران (بالإنجليزية: James Corcoran)‏ هو مهندس الصوت أمريكي، ولد في 13 أغسطس 1904 في ميزوري في الولايات المتحدة، وتوفي في 30 أكتوبر 1986.

## وصلات خارجية
- جيمس كوركوران على موقع IMDb (الإنجليزية)
- جيمس كوركوران على موقع قاعدة بيانات الفيلم (الإنجليزية)